# Óc Eo
Óc Eo és un jaciment arqueològic en el districte Thoai Son, al sud de la província d'An Giang (Vietnam), a la regió del delta del Mekong. També és una de les comunes actuals de Vietnam. Óc Eo pot haver estat un actiu port del Regne de Funan entre els segles I a VII. Els estudiosos utilitzen el terme "cultura Óc Eo" per a referir-se a l'antiga cultura material del delta del Mekong que es caracteritza pels artefactes que s'han recuperat a Óc Eo gràcies a la recerca arqueològica.
El nom procedeix del khmer អូរកែវ: o keo, que significa ‘canal de vidre’.

## El jaciment

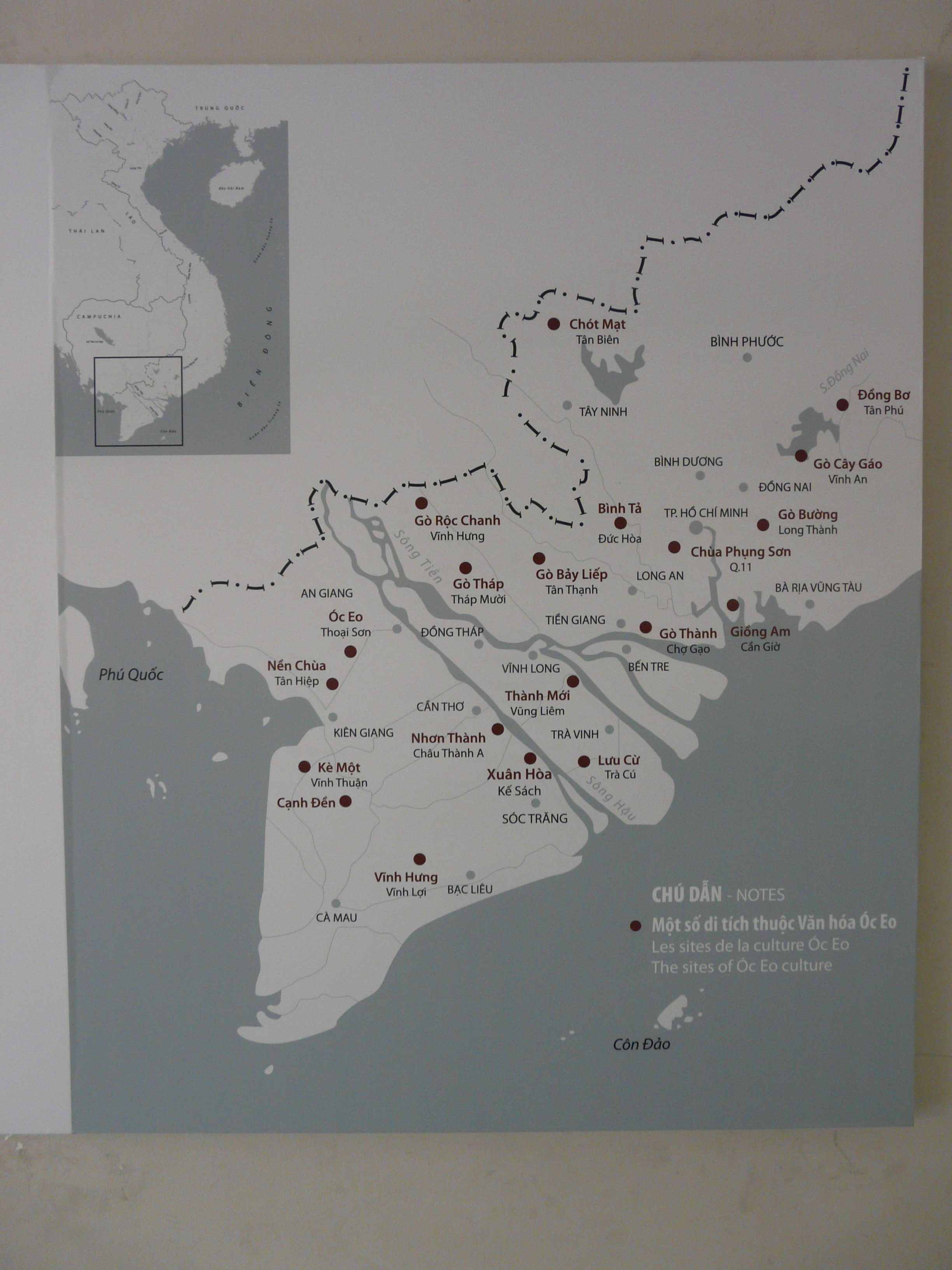
Aquest mapa mostra la ubicació dels jaciments associats a la cultura Óc Eo. Es troba al Museu d'Història de Vietnam, a la ciutat d'Ho Chi Minh

L'excavació a Óc Eo va començar el 10 de febrer del 1942, després que uns arqueòlegs francesos descobriren el jaciment en una fotografia aèria. Les primeres excavacions les va dirigir Louis Malleret. El jaciment cobreix 450 hectàrees.
Óc Eo és dins una xarxa d'antics canals que travessen les terres baixes del delta del Mekong. Un dels canals connecta Óc Eo al port marítim de la ciutat, mentre que un altre va 68 km al nord-oest d'Angkor Borei. Óc Eo està travessada a la llarga per un canal, i hi ha quatre canals transversals on possiblement hi havia cases suportades per pilots.
Els jaciments que reflecteixen la cultura material d'Óc Eo s'estenen per tot el sud de Vietnam, però es concentren més a la zona del delta del Mekong, al sud i a l'oest de la Ciutat Ho Chi Minh. El jaciment més important, a part d'Óc Eo, és a Thap Muoi, al nord del riu Tien Giang, on, entre altres, s'ha descobert una estela amb un text escrit en sànscrit del segle VI.
El 1958, un grup de fotografies aèries revelà que durant el període de Funan un afluent del Mekong entrava al golf de Siam a la rodalia de Ta Keo ―que aleshores se'n trobava a la riba―, però des de llavors se separaren de la mar per la forta sedimentació. En l'antiguitat, Ta Keo estava connectat amb Óc Eo per un canal, que permetia l'accés al golf. El distributari del Mekong revelat en les fotografies aèries devia ser el riu Saenus que la Geografia de Claudi Ptolemeu esmenta com a branca occidental del riu Mekong (al qual Ptolemeu anomenava Cottiaris).

## Les restes

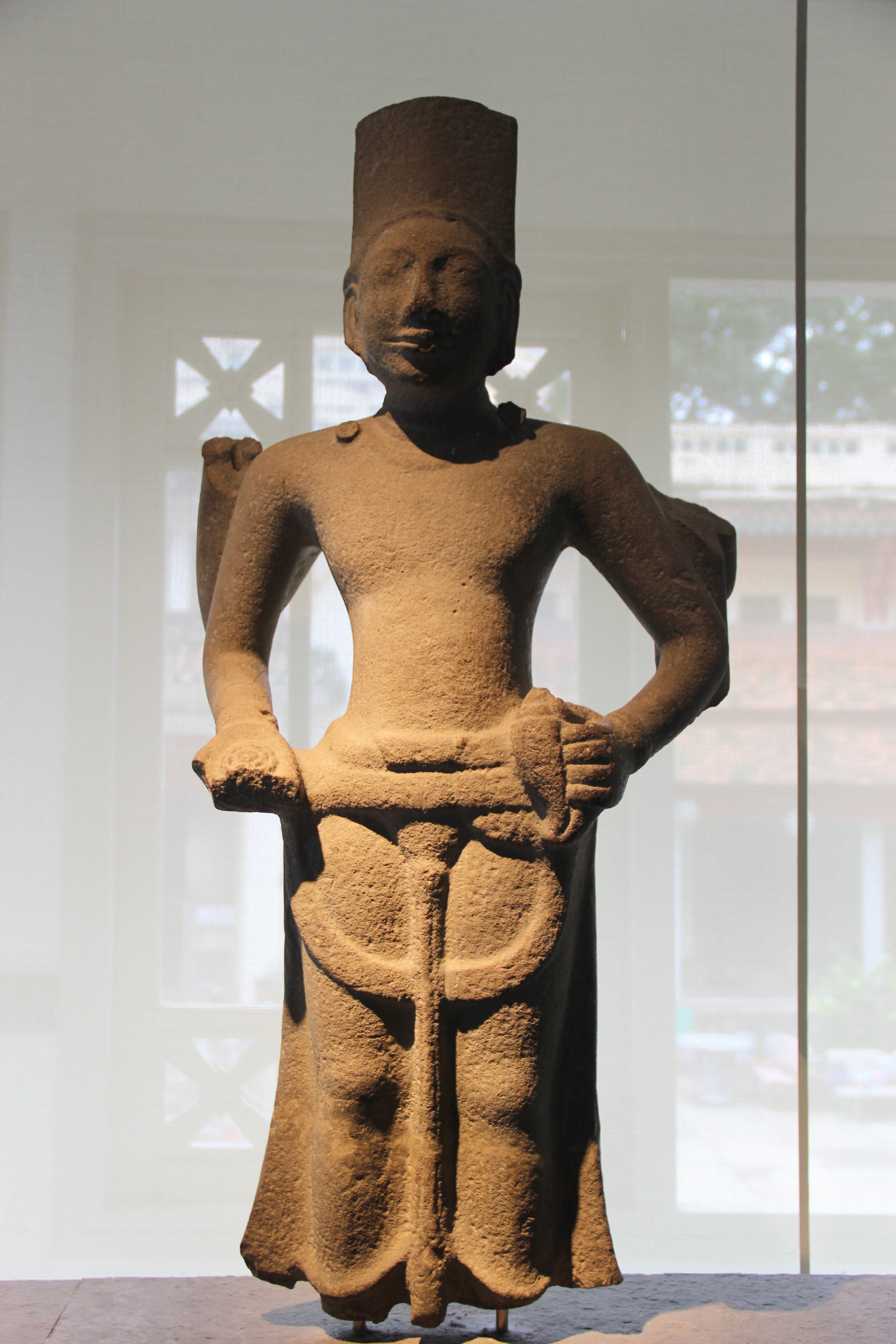
Aquesta estàtua del déu indi Vixnu, del segle VI o VII, es trobà a Óc Eo i ara es troba en el Museu d'Història de Vietnam

Les restes trobades a Óc Eo inclouen objectes de ceràmica, eines, joies, guix per a la fabricació de joies, monedes i estàtues religioses. Entre les troballes n'hi ha monedes d'or que imiten monedes de l'Imperi romà de l'època de l'emperador Antoní. Moltes de les restes es mostren al Museu d'Història de Vietnam, a la ciutat Ho Chi Minh.
Entre les monedes trobades a Óc Eo per l'arqueòleg francés Louis Malleret n'hi ha vuit fetes d'argent amb la imatge de l'ocell jamsa o l'Argo amb cresta, aparentment encunyades a Funan.

## Óc Eo i Funan
Es considera que Óc Eo pertanyia al regne històric de Funan (扶 南), que va florir en el delta del Mekong entre els segles I i VI. Es coneix el Regne de Funan a partir de les obres d'antics historiadors xinesos, sobretot pels escriptors d'històries dinàstiques, que al seu torn extreien aquestes històries del testimoniatge de diplomàtics i viatgers xinesos, i de les ambaixades estrangeres (incloent-hi la de Funan) a les corts imperials xineses. El mateix nom Funan és un "artefacte" de la història xinesa, ja que no apareix en el registre paleogràfic de l'antiga Vietnam o de Cambodja. Gràcies a les fonts xineses es pot determinar que al delta del Mekong va existir una unitat política dominant a la qual els xinesos anomenaven Funan. Com a resultat d'açò es feren descobriments arqueològics a l'àrea que es poden datar del període de Funan. Els descobriments d'Óc Eo i de llocs relacionats són la principal font sobre la cultura material de Funan.
L'arqueòleg vietnamita Ha Van Tan ha escrit que, fins a l'estat actual del coneixement, no es pot pas demostrar totalment l'existència d'una cultura de Funan, àmpliament estesa des del delta del Mekong fins al del riu Chao Phraya (a Myanmar), amb la ciutat d'Óc Eo com a típicament representant. La presència d'objectes semblants ―com ara joies i segells― als jaciments que s'han trobat en aquestes àrees podria ser sols resultat del comerç i el bescanvi, mentre que cadascun dels jaciments tenien signes de la seua evolució cultural independent. Ella dona suport a l'opinió de l'arqueòleg francés Claude Jacques, que, en vista que no s'ha trobat cap registre khmer sobre un regne amb el nom de Funan, s'hauria d'abandonar aquest nom a favor d'altres noms reconeguts, com ara Aninditapura, Bhavapura, Sresthapura i Viadhapura, que són coneguts per les antigues inscripcions que s'usaven en l'antiguitat a les ciutats de la zona i que ofereixen una idea més precisa de la veritable geografia de l'antic territori khmer. Ha Van Tan argumenta que, des de finals del Neolític o principis de l'edat dels metalls, Óc Eo va sorgir a poc a poc com un centre econòmic i cultural al delta del Mekong, i amb una posició important en les rutes marítimes del Sud-est asiàtic; es va convertir en un lloc de trobada d'artesans i comerciants, i això li proporcionà les condicions adequades per a la urbanització; rebé influències estrangeres, sobretot de l'Índia, cosa que al seu torn va estimular el seu creixement intern.
Funan era part de l'àrea del sud-est d'Àsia que a què s'al·ludeix en alguns textos indis antics com ara Suvarnabhumi, i podria haver estat la zona a la qual s'aplicà per primera vegada el terme.

## Óc Eo com la Kattigara de Ptolemeu

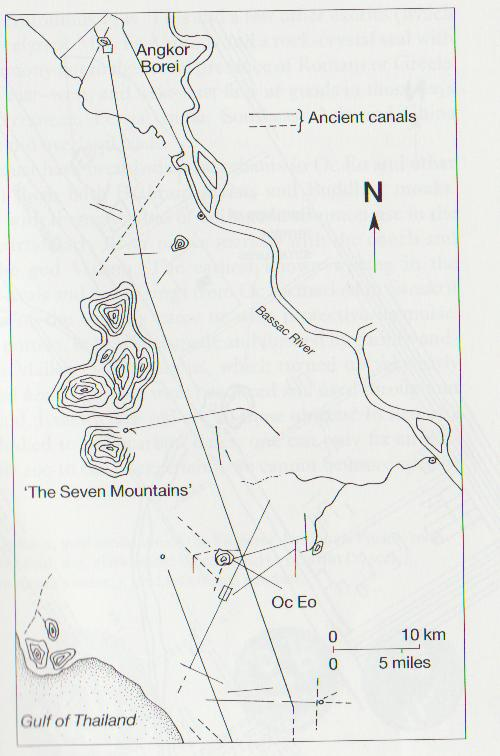
L'antic canal que uneix Óc Eo amb Angkor Borei

Óc Eo pot haver estat el port conegut pels romans com a Kattigara. Kattigara fou el nom donat pel geògraf Claudi Ptolemeu (Alexandria, segle II) a la terra que es trobava a la riba més oriental del mare Indicum, que a causa de l'error d'un escriba es considerava que es trobava a 8,5° al sud de l'Equador.
El nom Kattigara podria derivar del sànscrit Kirti Nágar ('la ciutat canviada de nom') o Kotti Nágar ('la ciutat forta').
Els estudiosos del tema han determinat que la Kattigara de Ptolemeu era a 8,5° al nord de l'equador, i fou la precursora de Saigon com el principal port d'exportació, a la desembocadura del Mekong.

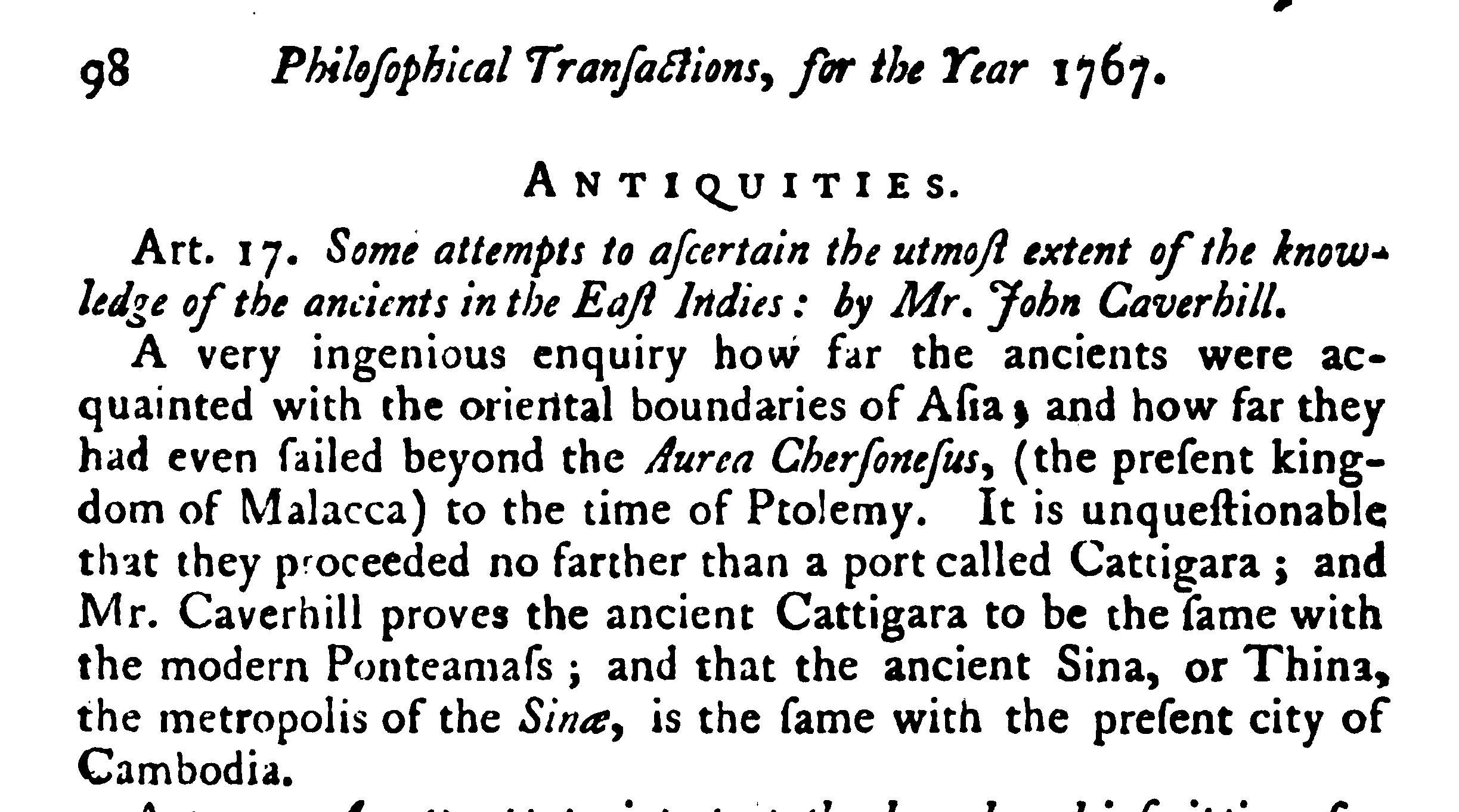
John Caverhill demostrà que l'antiga Cattigara és el mateix lloc que la moderna Ponteamass (Banteaymeas)

El 1767, Caverhill va deduir que Kattigara havia estat el port Banteaymeas (ara Ha Tien), al delta del Mekong, no massa lluny d'Óc Eo. El 1979, Jeremy H. C. S. Davidson afirmava que calia "un estudi a fons de Ha-Tien en el seu context històric i en relació amb Óc Eo" com a indispensables per a la comprensió i interpretació del lloc exacte. Aquest estudi encara no s'ha fet.
En el mapa Orbis Vetéribus Notus ('el món conegut pels antics'), el geògraf francés del segle XVIII, Jean Baptiste Bourguignon d'Anville, situa Kattigara a la desembocadura del riu Cottiaris (Mekong).

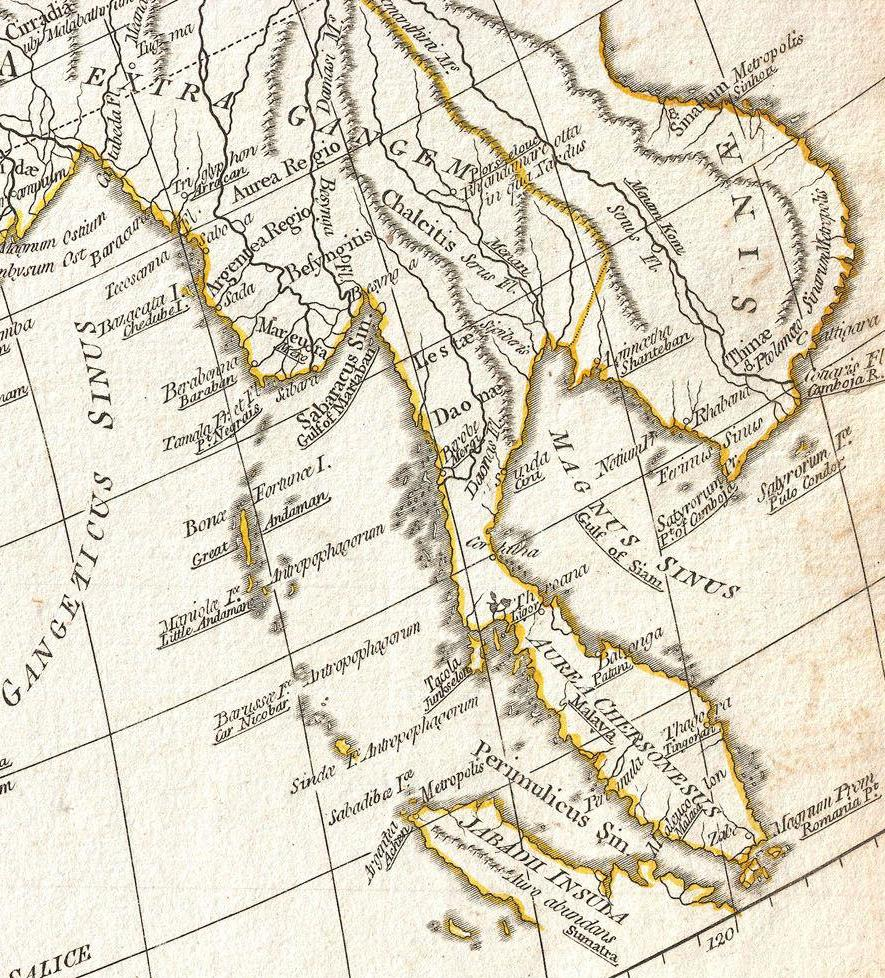
Kattigara situat a la desembocadura del Mekong (Cottiaris), segons el mapa Orbis Veteribus Notus (‘el món conegut pels antics’) del geògraf francès D'Anville (segle XVIII)

El navegant i escriptor suec Bjorn Landström també conclou ―a partir dels rumbs donats per l'antic comerciant i marí Alexandre―, que Kattigara era a la desembocadura del Mekong.

El «pare de la història primerenca del Sud-est asiàtic», George Coedès, va dir:
| «               | A mitjan segle III, Fu-nan ja havia establert relacions amb la Xina i Índia, i és, sense dubte, a la costa occidental del Golf de Siam on és el punt més llunyà aconseguit pels navegants hel·lenístics, que és el port de Kattigara esmentat per Ptolemeu. | By the middle of the 3rd century Fu-nan had already established relations with China and India, and it is doubtless on the west coast of the Gulf of Siam that the furthest point reached by Hellenistic navigators is to be found, that is the harbour of Kattigara mentioned by Ptolemy. | » |
| — George Coedès | | |   |

El 1979, A. H. Christie va dir que "la presència d'objectes, tot i que siguen pocs en nombre, de l'Orient romà", li afig pes a la conjectura que Óc Eo fou la Kattigara de Ptolemeu.

L'erudit clàssic alemany Albrecht Dihle donava suport a aquest punt de vista:
| « | A partir del relat del viatge d'Alexandre esmentat per Ptolemeu, Kattigara es pot situar solament al delta del Mekong, perquè Alexandre anà primer al llarg de la costa est de la península de Malaca, cap al nord fins a Bangkok. Des d'allà feu el mateix sols al llarg de la costa cap al sud-est, i així va arribar a Kattigara. No vam sentir parlar pas de cap altre canvi de rumb. A més, a Óc Eo, un empori excavat a l'oest del delta del Mekong, en l'antic Regne de Funan, han eixit a la llum troballes romanes del segle II. | From the account of the voyage of Alexander referred to by Ptolemy, Kattigara can actually be located only in the Mekong delta, because Alexander went first along the east coast of the Malacca peninsula, northward to Bangkok, from thence likewise only along the coast toward the south east, and so came to Kattigara. We hear nothing of any further change of course. In addition, at Oc Eo, an emporium excavated in the western Mekong delta, in the ancient kingdom of Fu-nan, Roman finds from the 2nd century after Christ have come to light. | » |
| — Albrecht Dihle, Umstrittene Daten: Untersuchenen zum Auftreten der Griechen an Roten Meer, Köln und Opladen, Westdeutsch Verlag, 1964, S.30.</ref> | | |   |

## La cerca de Ciamba per Colom
Al segle xv, els primers europeus que arribaren al Nou Món ―guiats per Ptolemeu― estaven al principi tractant de trobar un camí cap a Kattigara. En el mapamundi del 1489 d'Henricus Martellus Germanus, basat en l'obra de Ptolemeu, el sud-est d'Àsia acabava en punta, el cap de Kattigara. En el seu relat de viatge del 1499, Amerigo Vespucci deia que tenia l'esperança d'arribar a Melaka (Malaca) navegant cap a l'oest de la península Ibèrica través de l'oceà Occidental (l'oceà Atlàntic), girar el cap de Kattigara i entrar en el Sinus Magnus, el Gran Golf, que es trobava a l'est de Quersonés d'Or (la península de Malaca), del qual el cap de Kattigara constituïa l'extrem sud-est. El Sinus Magnus, o Gran Golf, era l'actual Golf de Siam.
Cristòfor Colom, a la seua habitació i darrer viatge (1502-1503), planejava seguir la costa de Champa cap al sud al voltant del cap Kattigara i navegar per l'estret entre el Nou Món i Kattigara, i això l'introduiria en el Sinus Magnus fins a Malaca. Ell creia que aquesta era la ruta que el 1292 havia recorregut Marco Polo des de la Xina fins a l'Índia.
Colom planejava aplegar-se a l'expedició de Vasco da Gama, que llavors havia enviat el Regne de Portugal pel Cap de Bona Esperança (al sud d'Àfrica), i duia cartes de permís de la reina de Castella per a presentar a Da Gama. En arribar a Cariay (Costa Rica) va pensar que era a prop de les mines d'or de Champa. El 7 de juliol del 1503 escrigué des de Jamaica: "He arribat a la terra de Cariay (...) Ací he rebut la  notícia de les mines d'or de Ciamba que jo anava cercant."